# Claudine van Monaco
Claudine Grimaldi (1451 — Monaco kort na  19 november 1515) was vrouwe van Monaco van 1457 tot 1458 en vrouwe van Monaco als echtgenoot van Lambert van Monaco. Zij was het enig overlevende kind van Catalanus van Monaco en diens echtgenote Bianca del Carretto.
In 1457 overleed haar vader. In zijn testament had hij laten vastleggen dat zijn zesjarige dochter zijn erfgename was en dat zij zou trouwen met de 31 jaar oudere Lambert Grimaldi d’Antibes. Dit om Monaco binnen de familie Grimaldi te houden. Hierop ontstond een machtsstrijd tussen Lambert en Claudines grootmoeder Pomelline Fregoso, die het regentschap voor haar minderjarige kleindochter opeiste. Na een jaar abdiceerde Pomelline en nam  Lambert de regering over.
In 1465 huwde zij officieel met Lambert en werd zij opnieuw vrouwe van Monaco. Uit het huwelijk werden de volgende kinderen geboren:
- Jan II (1468-1505), heer van Monaco 1494
- Lucianus (1481/87, heer van Monaco 1505
- Augustinus (1482/85-1532), bisschop van Grasse, regent van Monaco 1523
- Filibert, provoost van Nice
- Lodewijk, ridder in de Orde van Malta
- Francisca († voor 1523); ∞ Luc Doria († voor 1516). Haar zoon Bartolomeo Doria vermoordde haar broer Lucianus.
- Cesarine; ∞ Carlo, markies van Ceva
- Isabella; ∞ Antoine de Châteauneuf-Randon, baron van Le Tournel
- Bianca; ∞ (10 oktober 1501 Honore de Villeneuve, baron van Tourette

Reinier I · Karel I, Anton, Reinier II en Gabriël · Lodewijk en Jan I · Lodewijk · Ambrosius en Jan I · Jan I · Catalanus · Claudine · Lambert · Jan II · Lucianus · Augustinus · Honorius I · Karel II · Hercules · Honorius II · Lodewijk I · Anton I · Louise Hippolyte · Jacobus I · Honorius III · Honorius IV · Honorius V · Florestan I · Karel III · Albert I · Lodewijk II · Reinier III · Albert II